# Họ Dây trường điều
Họ Dây trường điều hay họ Dây khế (danh pháp khoa học: Connaraceae), là một họ nhỏ chứa khoảng 12 chi của khoảng 180 loài cây chủ yếu là dây leo, cây bụi và một ít cây gỗ nhỏ, với phần lớn các loài thuộc về 2 chi Connarus (dây trường điều, khoảng 80-100 loài) và Rourea (dây khế, khoảng 40-80 loài). Họ này phân bố chủ yếu ở khu vực nhiệt đới như Đông Nam Á, châu Phi hạ Sahara, Nam Mỹ. Tại Việt Nam có 5 chi (Agelaea, Cnestis, Connarus, Ellipanthus, Rourea) với 16-20 loài.

## Mô tả
Cây gỗ nhỏ, cây bụi hoặc dây leo, mọc thẳng hay bò trườn, thường xanh hoặc lá sớm rụng. Lá mọc so le, không lá kèm, có cuống lá; phiến lá lông chim lẻ, kép 3 lá hoặc 1 lá; các lá chét mọc gần đối hoặc so le, thường giống da, mép lá nguyên, hiếm khi có thùy. Cụm hoa đầu cành, giả đầu cành, hoặc ở nách lá, chùy hoặc cành hoa, có lá bắc. Hoa lưỡng tính, hiếm khi đơn tính, đối xứng tỏa tia, nhỏ. Lá đài 4 hoặc 5, rời hoặc chỉ hợp nhất ở rất gần gốc, xếp lợp hoặc xếp rời, bền và bám chặt ở gốc quả. Cánh hoa 4 hoặc 5, rời, hiếm khi hơi hợp sinh ở giữa, xếp lợp hoặc rời, hiếm khi hình thoa. Nhị hoa 5-10, dưới bầu hay đính quanh bầu, gồm 2 vòng xen kẽ các nhị dài hơn với các nhị ngắn hơn, những nhị đối diện cánh hoa thường ngắn hơn và không phát triển đầy đủ; chỉ nhị rời hoặc hợp sinh ngắn tại gốc; bao phấn mọc từng đôi, đính lưng ở đầu gần 1/2, hướng trong, ngắn, mở theo chiều dọc. Đĩa mật mỏng hoặc không có, được các gốc nhị hoa bao quanh. Lá noãn (1-)5(-8), rời, 1 ngăn, rậm lông. Vòi nhụy hình dùi hoặc hình chỉ; đầu nhụy gần giống hình đầu, đơn hoặc 2 thùy. Noãn 2 trong mỗi lá noãn (1 đôi khi vô sinh), ở bên, thẳng đứng. Quả thường là quả đại đơn độc, không cuống hoặc hình cuống, mở thường dọc theo đường ráp gần trục, đôi khi dọc theo đường ráp xa trục, rất hiếm khi mở theo đường bao ở gốc, đôi khi không mở. Hạt 1 hoặc 2, thẳng đứng, thường có áo hạt, hiếm khi không áo hạt; vỏ hạt dày; màu như áo hạt, dày thịt; nội nhũ có hoặc không; phôi thẳng; các lá mầm dày và mọng thịt trong các hạt không nội nhũ, mỏng ở các hạt có nội nhũ.
Các loài của họ Connaraceae thường hay bị nhầm là thuộc họ Fabaceae. Tuy nhiên, chúng không có quan hệ họ hàng gần và có thể dễ dàng phân biệt do Connaraceae không có lá kèm và có các hoa khá nhỏ, đa đối xứng với 10 nhị gồm 2 loại chiều dài chỉ nhị khác nhau, cũng như có trên một lá noãn đơn, một tổ hợp các đặc trưng không có ở Fabaceae.

## Các chi
Theo website của APG thì họ này chứa 12 chi với 180 loài như sau:
- Agelaea (bao gồm cả Castanola, Hemiandrina, Troostwykia): Trường ngân, khoảng 14 loài. Nhiệt đới châu Phi, Hải Nam, Đông Dương tới Malesia.
- Burttia: 1 loài (Burttia prunoides) ở Tanzania và Zambia.
- Cnestidium: 4 loài, từ Mexico đến vùng nhiệt đới châu Mỹ.
- Cnestis (bao gồm cả Thysanus): Vắp cầy, dây trường khế; khoảng 13 loài. Nhiệt đới và miền nam châu Phi, Madagascar đến Đông Nam Á và tây Malesia.
- Connarus (bao gồm cả Anisostemon, Canicidia, Cynotoxicum, Erythrostigma, Mathrancia, Omphalobium, Tapomana, Tricholobus): Dây trường điều, sơn thù, lốp bốp, mồng gà, dẻ dây, độc chó; 80-100 loài. Nhiệt đới ẩm đến nam Trung Quốc.
- Ellipanthus (bao gồm cả Pseudellipanthus, Trichostephania): Mồng gà, đầu gà, (cây) đá; (cây) "minh gu": Khoảng 8 loài. Đông nam Kenya, Madagascar, tiểu lục địa Ấn Độ, Hải Nam đến Đông Nam Á.
- Hemandradenia: 2 loài. Nhiệt đới miền tây và trung châu Phi.
- Jollydora (bao gồm cả Anthagathis, Ebandoua): 4 loài. Nhiệt đới miền tây châu Phi.
- Manotes (bao gồm cả Dinklagea): 5 loài. Nhiệt đới miền tây và trung châu Phi.
- Pseudoconnarus: 5 loài. Nhiệt đới Nam Mỹ.
- Rourea (bao gồm cả Bernardinia, Byrsocarpus, Eichleria, Jaundea, Paxia, Roureopsis, Santalodes, Santaloidella, Santaloides, Spiropetalum, Taeniochlaena, Tali): Dây khế, dây lửa, khâm khua, khăm khua. 40-80 loài. Đông Nam Á, Nam Á, Hoa Nam, châu Phi, Madagascar, các đảo trên Thái Bình Dương, miền bắc Nam Mỹ, Queensland, Trung Mỹ.
- Vismianthus (bao gồm cả Schellenbergia): 2 loài. Một ở đông nam Tanzania, loài còn lại ở Myanmar.

## Hình ảnh

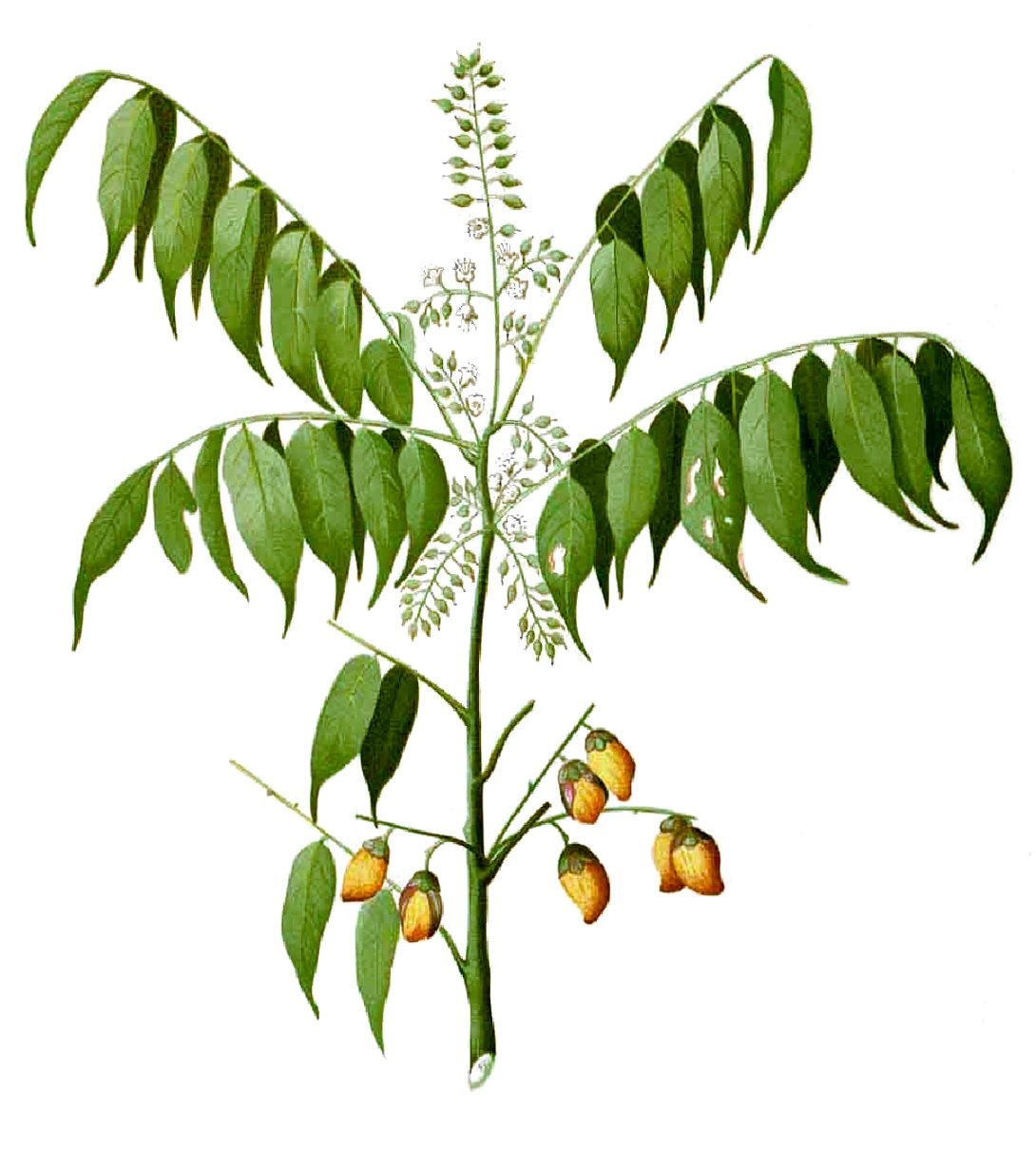
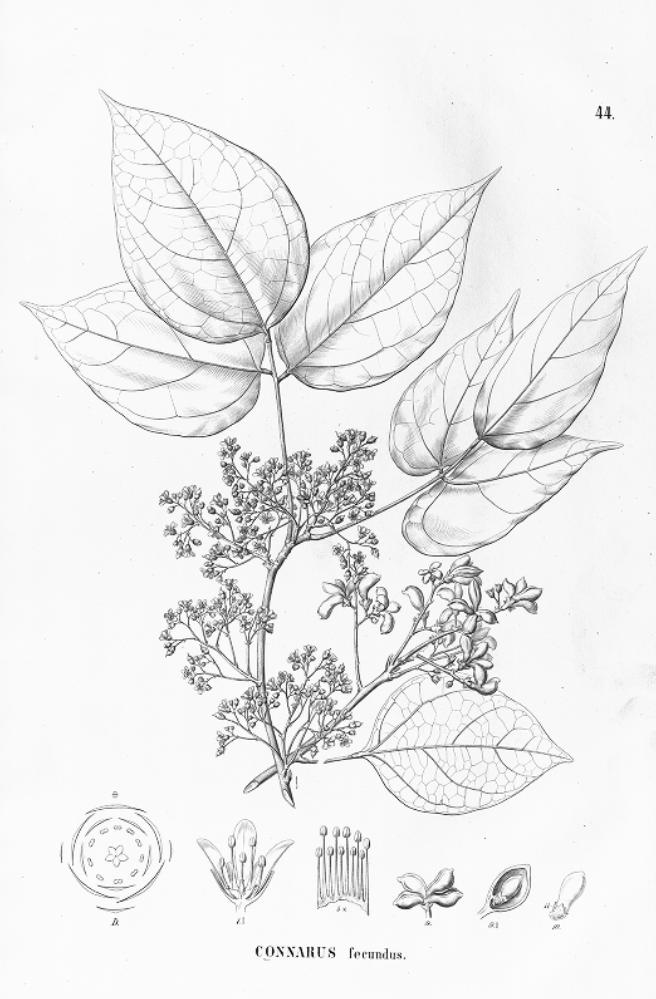
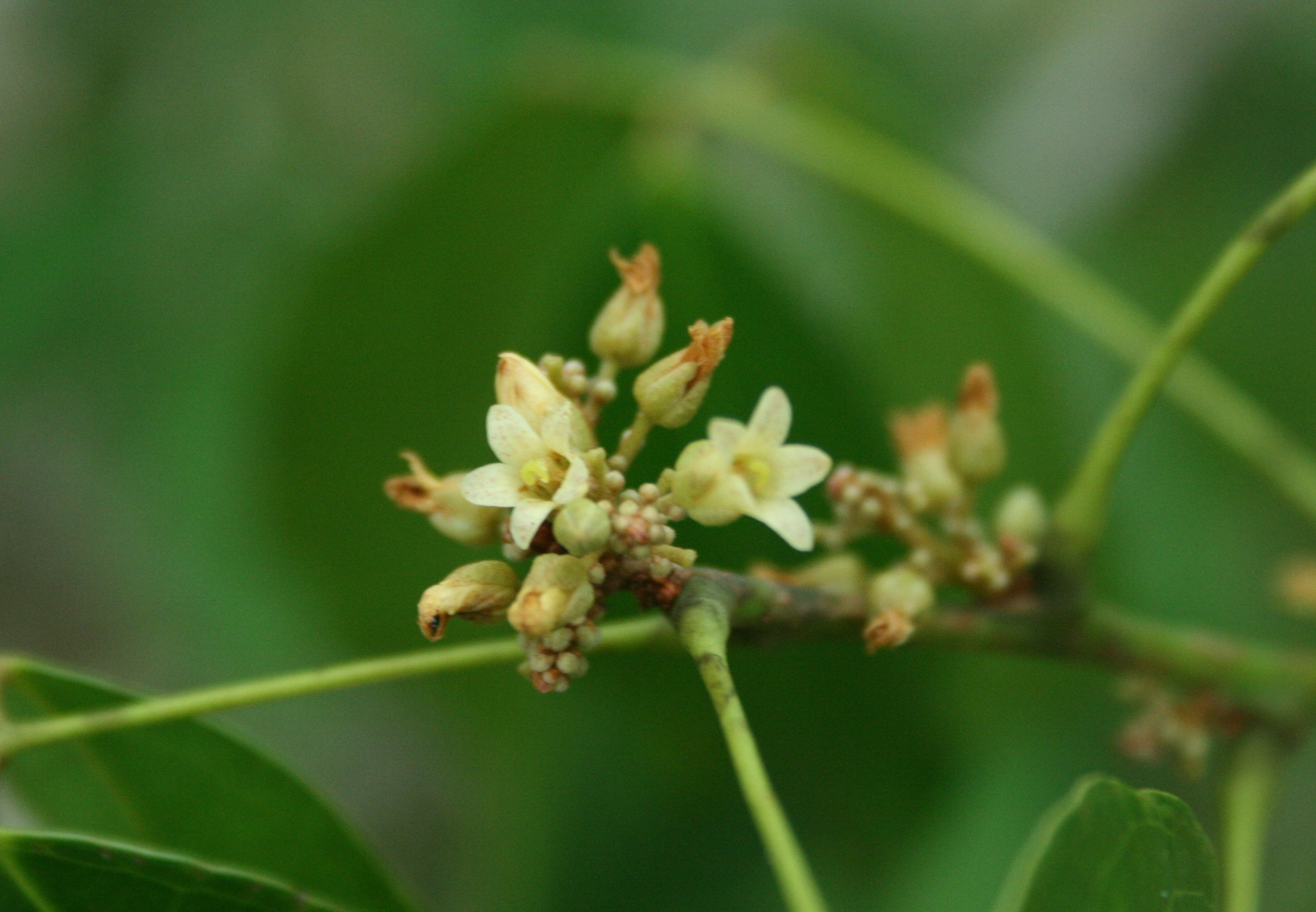
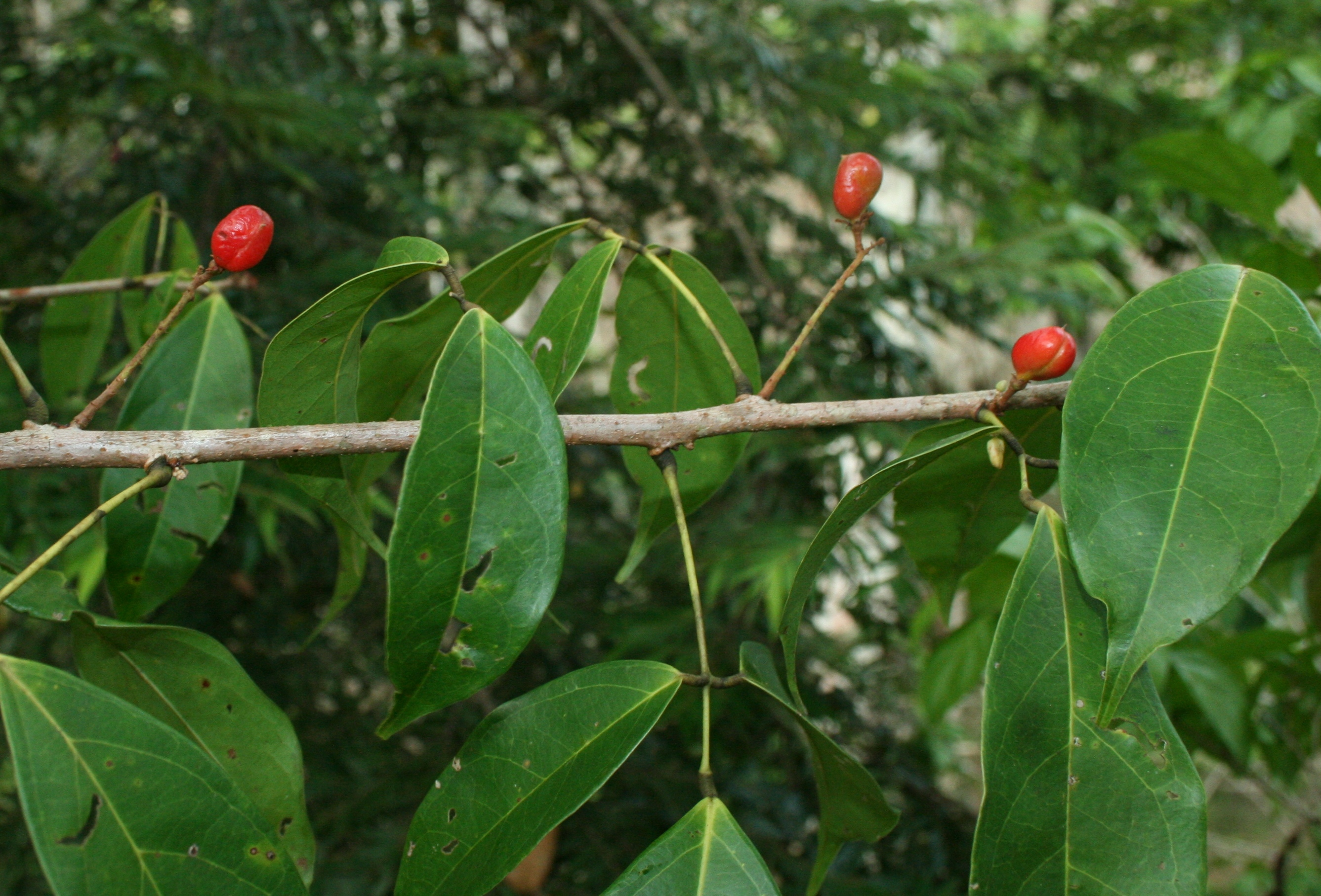